# Et dix de der
Pour plus de détails, voir Fiche technique et Distribution.
Et dix de der est un film français réalisé en 1947 par Robert Hennion, sorti en 1948.
Le titre du film fait référence au dix de der, nom donné au dernier pli dans le jeu de cartes la belote.

## Fiche technique
- Réalisation : Robert Hennion, assisté de Claude Boissol
- Scénario : Paul Fékété
- Décors : Aimé Bazin
- Photographie : Willy Faktorovitch
- Montage : Robert Isnardon
- Son : René Lécuyer
- Musique : Louiguy
- Société de production : Films Azur
- Directeur de production : Jean de Biensan
- Pays :  France
- Format : Noir et blanc - 35 mm - son mono
- Genre : Comédie
- Durée : 100 minutes
- Date de sortie :
  - France - 21 avril 1948

## Distribution
- Georges Milton : Leroy
- Denise Grey : Betty
- Paulette Dubost : Titine
- Nicolas Amato : Le commissaire de police
- Eddy Debray : Le commissaire de bord
- Jim Gérald : Smith
- Jacqueline Huet : ?
- Maud Lamy : Monique
- Lisette Lebon : ?
- Frédéric O'Brady : Jim
- Nicolas Vogel : John Bradley
- Paul Garnier : ?
- Jacques Henley : Le complice
- René Pascal : ?
- Philippe Janvier : Le complice
- Gautier-Sylla : Beaufils
- Émile Morel : ?
- Henri Villemur : ?

## Production

### Tournage
Le tournage du film commence 11 juillet 1947 et se termine le 21 août 1947 pour sortir dans les salles le 21 avril 1948 en France.